# 박물관이 살아있다!
박물관이 살아있다!(Night at the Museum)는 2006년 12월에 개봉한 미국의 판타지 코미디 영화이다. 숀 레비가 감독하고 벤 스틸러가 주연을 맡았다. 뉴욕 맨해튼에 실존하는 미국 자연사 박물관이 배경이며, 크로아티아 출신 일러스트레이터 밀란 트렌크가 그린 동명의 그림책이 원작이다.

## 줄거리
엉뚱한 사업 아이템으로 하는 일마다 실패만 하는 래리 데일리(벤 스틸러 분). 더 이상 견디지 못한 아내가 곁을 떠나자 래리는 하나밖에 없는 아들에게 떳떳한 아버지가 되기 위해 직장을 찾아 나선다. 별 볼 일 없는 그에게 주어진 유일한 기회는 모든 사람이 기피하는 자연사 박물관의 야간 경비원. 아무것도 내보내지 말라는 선배 경비원의 기이한 충고를 들은 근무 첫날 밤, 래리는 박물관의 전시물들이 살아 움직이는 놀라운 광경을 목격한다.
박물관 전시물들은 매일 밤 제멋대로 움직이며 래리를 괴롭힌다. 마야인들, 로마의 군단병들, 카우보이들이 살아나 서로 전쟁을 벌이고, 네안데르탈인은 자신들의 전시 공간을 불태우고, 포악한 공룡 티라노사우루스는 래리를 못 잡아먹어 안달이다. 이런 대혼란 속에서 래리에게 도움을 주는 건 시어도어 루스벨트 대통령(로빈 윌리엄스 분)의 밀랍 인형뿐. 
아들을 위해 어떤 역경 속에서도 박물관을 무사히 지켜야 하는 래리는 첫날 선배 경비원들에게 들었던 충고들을 떠올린다. 과연 이 박물관에는 무슨 비밀이 있는 것일까?

## 출연진

### 사람
- 벤 스틸러 - 래리 데일리 역
- 제이크 체리 - 닉 데일리 역. 래리의 아들
- 칼라 구기노 - 레베카 허트먼 역. 박물관의 가이드
- 딕 밴다이크 - 세실 프레데릭스 역. 고참 경비원
- 미키 루니 - 거스 역. 고참 경비원
- 빌 콥스 - 레지널드 역. 고참 경비원
- 리키 저베이스 - 맥피 박사 역. 박물관장
- 킴 레이버 - 에리카 데일리 역. 래리의 전처
- 폴 러드 - 돈 역. 에리카의 약혼자

### 전시물
- 로빈 윌리엄스 - 시어도어 루스벨트 역
- 오언 윌슨 - 카우보이 제더다이어 역
- 스티브 쿠건 - 로마 장군 옥타비우스 역
- 패트릭 갤러거 - 훈족 아틸라 역
- 라미 말렉 - 파라오 아크멘라 역
- 피에르프란체스코 파비노 - 크리스토퍼 콜럼버스 동상 역
- 브래드 개릿 - 모아이 석상 역 (목소리 출연)
- 미주오 펙 - 아메리카 원주민 새커거위아 역
- 마틴 크리스토퍼 - 탐험가 메리웨더 루이스 역
- 마틴 심스 - 탐험가 윌리엄 클라크 역